# Ларингофон
Ларингофон, микрофон за грло (од грч. λαρυγξ – гркљан и φωνη - звук), је уређај сличан микрофону, који региструје механичке вибрације гласних жица које се преко гркљана преносе на кожу врата у току говора. Уређај се састоји од једног пара пријемника звука који су уграђени у еластичну траку са копчом, и помоћу које се причвршћују са обе бочне стране врата у пределу гркљана. 
Користи се за комуникацију гласом у условима повећане буке, као што је то случај у тенку, авиону, хеликоптеру, тркачком аутомобилу, на аутодрому или у специјалним операцијама војске, полиције итд.

## Конструкција и начин рада
Први ларингофон је конструисао Стјуарт Балантајн, који је овај свој проналазак патентирао 1935..
Старији модели ларингофона су били једноставни мали графитни микрофони (или микрофони неке друге врсте) који су уграђивани у кожну или најлонску еластичну траку са копчом за учвршћивање око врата.
Данас су ларингофони нешто сложеније конструкције (пиезоелектрични), изузетних електроакустичних особина, чија се функција заснива на преносу звучних вибрација а не ваздушних таласа као што је то случај код класичних микрофона.
Правилан рад ларингофона могућ је само ако мембрана оба ларингофона (израђују се у пару) добро приања уз кожу изнад гркљана. Ларингофон се користи заједно са слушалицама како би се обезбедила обострана комуникација између две особе, истовременим слањем (преко ларингофона) и пријемом преко (слушалица) гласовних порука.

## Примена
Ларингофон се заједно са слушалицама користи;
- у бучним срединама где постоји могућност прекида гласовних порука применом акустичких микрофона (у хеликоптеру, авиону, оклопним возилима на бојном пољу, бродовима, мотоциклу или у току одржавања бучних мотора на терену),
- када механичка компатибилност са војним шлемовима или гас маскама спречава коришћење конвенционалних микрофона, или када бројне физичке активности ограничавају употребу акустичних микрофона, или када је њихова употреба небезбедна за коришћење због могућих повреда на глави.
- у току извођења тајних операција када је потребно да говорник остане нечујан, јер би гласним говором откривао своју позицију. Зато се ларингофон често користи у војсци, полицији и службама обезбеђења.[2].
- када је потребно да микрофон буде сакривен иза одеће или мараме, што ларингофон чини идеалним за коришћење у тајним операцијама, у току снимања телевизијских емисија („скривена камера“), репортажа са ратишта итд.

Ларингофон се применињује уз помоћ различитих преносилаца радиоталаса; радиостаница, воки-токи уређаја, мобилних телефона, личних рачунара итд. Данас постоје и ларингофони који пренос сигнала обављају бежичним путем (блутут- bluetooth).

## Ограничења
Ларингофон може у одређаним условима да наруши квалитет пријема гласа, повећањем односа између сигнала и шума, или елиминацијом сигнала више фреквенције. Неки експерименти које је спровела војска САД показали су да ларингофон може да наруши разумљивост говора шумом који се боље генерише применом акустичких микрофона.

## Галерија
- Ларингофон ЛА-5 (руске производње)
- Ларингофон ЛА-5 намењен пилотима хеликоптера (руске производње из 1980)
- Ларингофон из доба 2. светског рата
- Ларингофон на врату пилота.